# 2007 في جنوب إفريقيا
فيما يلي قوائم الأحداث التي وقعت خلال عام 2007 في جنوب أفريقيا.

## أفلام
من الأفلام التي صدرت هذه السنة في جنوب أفريقيا:
- 1 يناير – فريسة من إخراج داريل رودت.
- 7 سبتمبر – ترحيل من إخراج جافن هود.

## برامج ومسلسلات وأنمي
- إيغولي: مكان الذهب

## وفيات

### يناير
- 4 يناير – ماريه فيلجون (مواليد 1915) سياسي جنوب أفريقي.

### يونيو
- 12 يونيو – ستان وليامز (مواليد 1919) لاعب كرة قدم جنوب أفريقي.

### يوليو
- 11 يوليو – بيل فلين (مواليد 1948) ممثل جنوب أفريقي.

### أغسطس
- 1 أغسطس – ريان كوكس (مواليد 1979) درّاج طريق جنوب أفريقي.

### سبتمبر
- 27 سبتمبر – بيل بيري (مواليد 1930) لاعب كرة قدم جنوب أفريقي.

### أكتوبر
- 27 أكتوبر – مويرا ليستر (مواليد 1923)